# 紫禁城 (ベトナム)

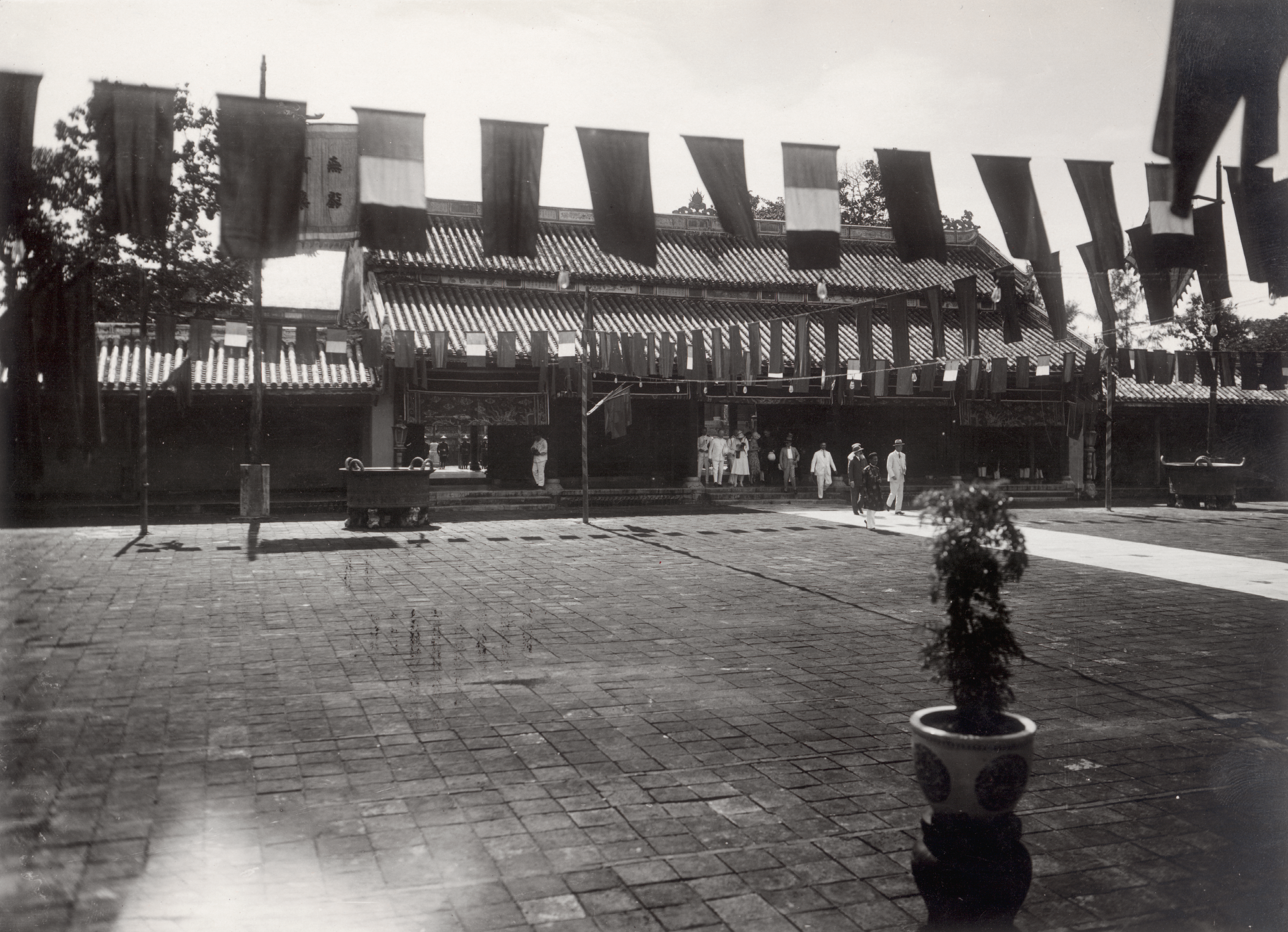
この写真は、啓定帝（カイディン皇帝）が外国使節団を迎えている場面で、大宮門（Đại Cung môn）側から勤正殿（Điện Cần Chánh）を見た景色である。

紫禁城（しきんじょう、トゥー・カム・タン、ベトナム語: Tử Cấm thành）とは、ベトナムのフエ市に所在する「二重城郭」の一つである。フエ市の古都遺跡群に含まれ、阮朝の皇帝と皇室の日常的な活動の中心となる建築群であった。
紫禁城は太和宮の後方に位置し、城内には大小合わせて50以上の建物がある。その数は歴史的な時期によって変動するため、統一された区画がなく、常に幾つかの小さな区域に分かれている。
嘉隆三年（1804年）に建設され、当初は「宮城」と漢字表記されていた。阮朝の歴代帝王はその後、さらに多くの建物を増築していた。また、明命三年（1822年）に表記を今の「紫禁城」に改め、これにより「一般の人々が立ち入ることを禁じられた紫色の宮城」という意味が込められるようになった。ここでの紫という漢字は、「色としての紫」を指すだけでは無く、「天子」を意味することもある。これは紫の発音が天子の「子」と同じであるためであり、この用法はベトナムや日本・中国にも共通している。